# Scutus
Genre
Synonymes
- genre Aviscutum Iredale, 1940[2]
- genre Nannoscutum Iredale, 1937[2]
- genre Parmophorus Blainville, 1817[2]
- genre Scutum P. Fischer, 1885[2]
- sous-genre Scutus (Aviscutum) Iredale, 1940[2]

Scutus est un genre de mollusques gastéropodes marins de la famille des Fissurellidae.

## Description et caractéristiques
Ce sont des mollusques très aplatis, avec un manteau fin et grossièrement circulaire, dissimulant une coquille aplatie, allongée en longueur et légèrement conique, sans perforation sommitale (contrairement à la plupart des genres de cette famille).

## Liste des espèces
Selon World Register of Marine Species (9 novembre 2015) :
- Scutus anatinus (Donovan, 1820)
- Scutus antipodes Montfort, 1810 - espèce type
- Scutus breviculus (Blainville, 1817)
- Scutus emarginatus (Philippi, 1851)
- Scutus forsythi (Iredale, 1937)
- Scutus howensis Iredale, 1940
- Scutus olunguis Iredale, 1940
- Scutus petrafixus Finlay, 1930 †
- Scutus rueppelli (Philippi, 1851)
- Scutus sinensis (Blainville, 1825)
- Scutus unguis (Linnaeus, 1758)
- Scutus virgo Habe, 1951

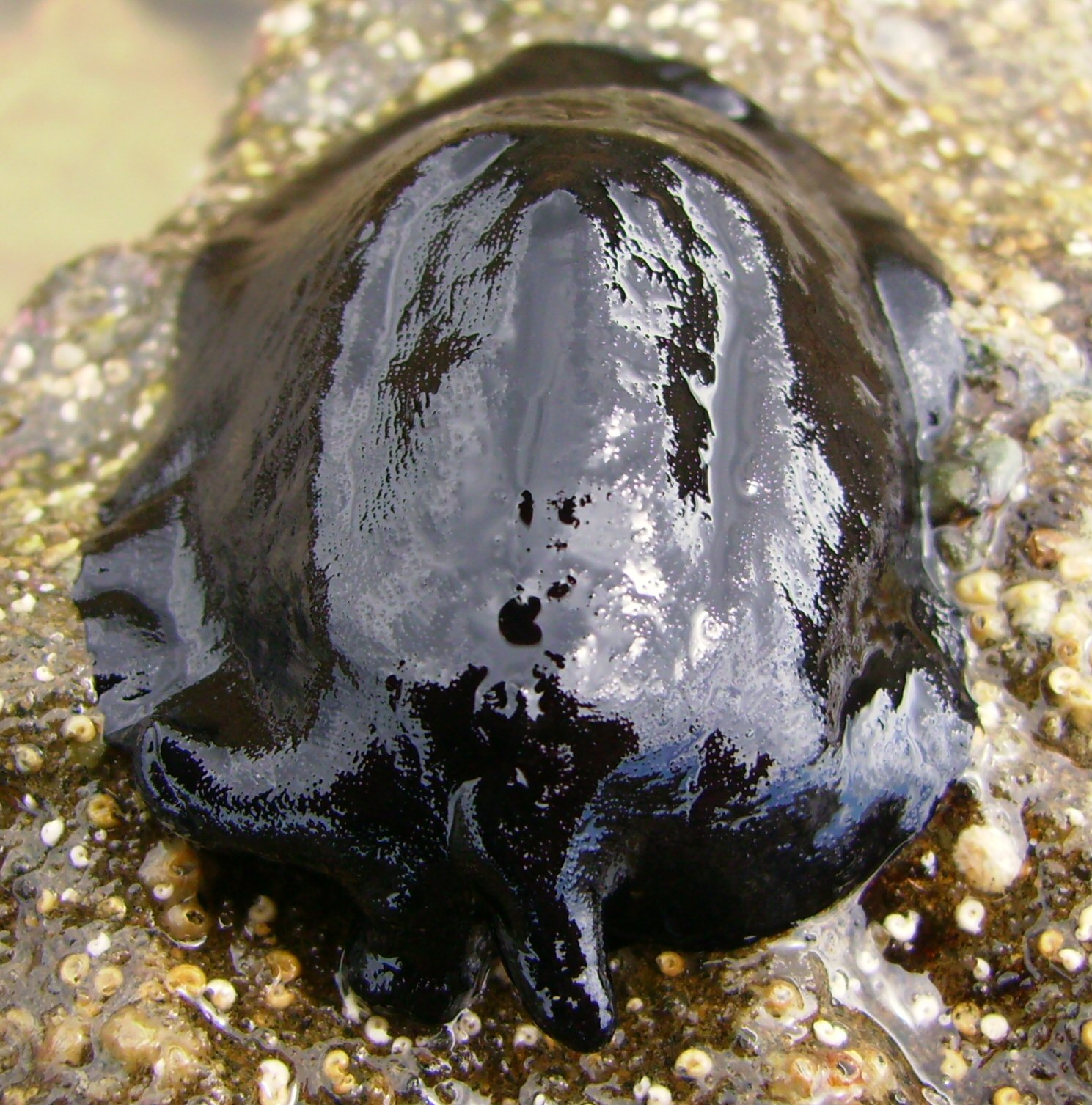
Scutus breviculus
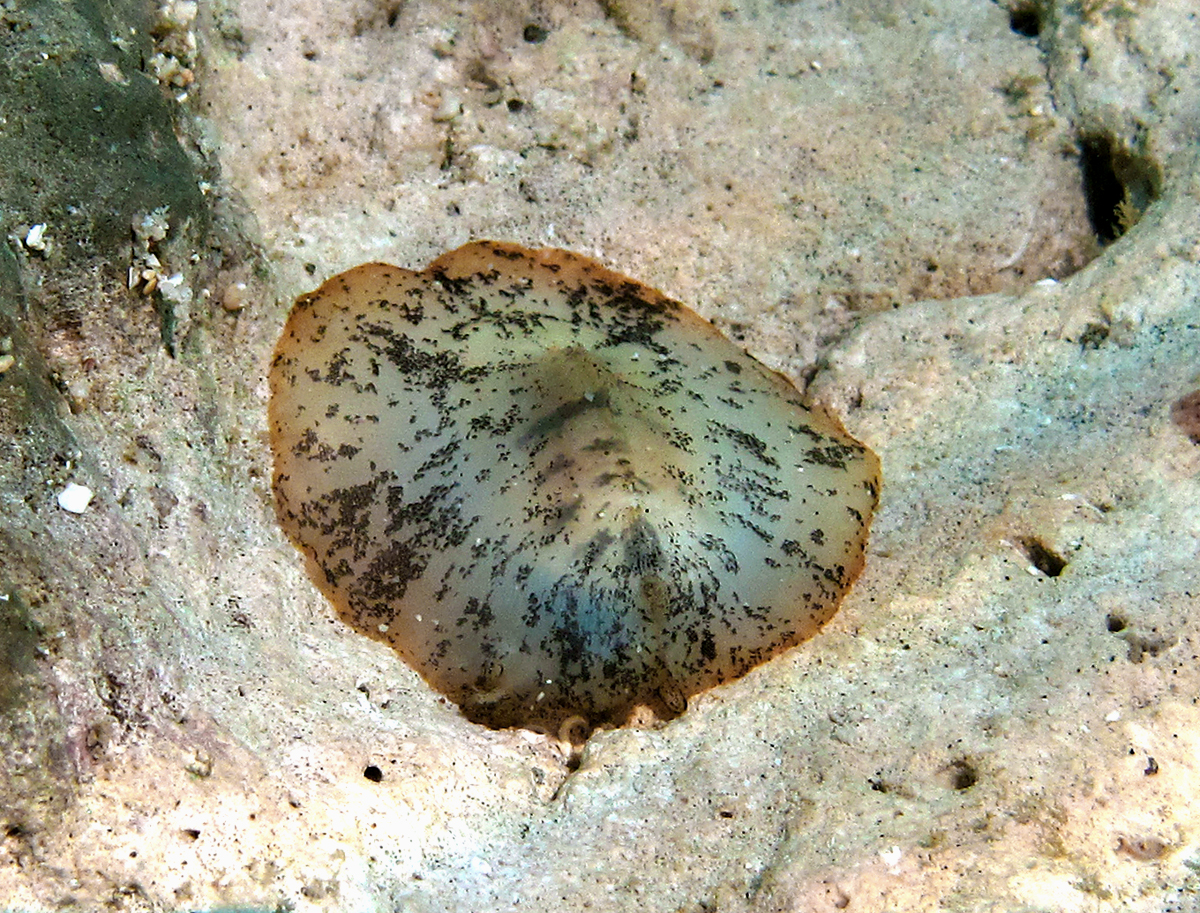
Scutus sinensis
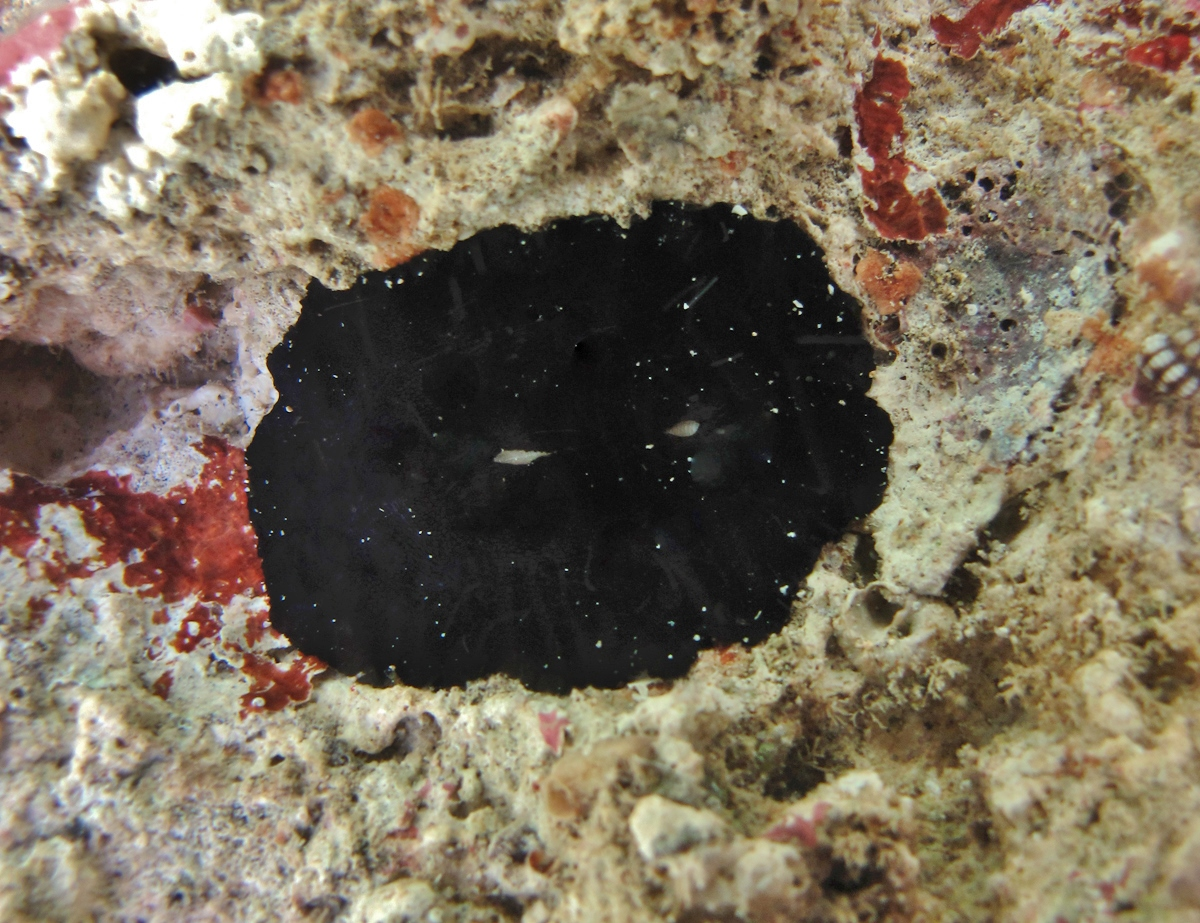
Scutus unguis
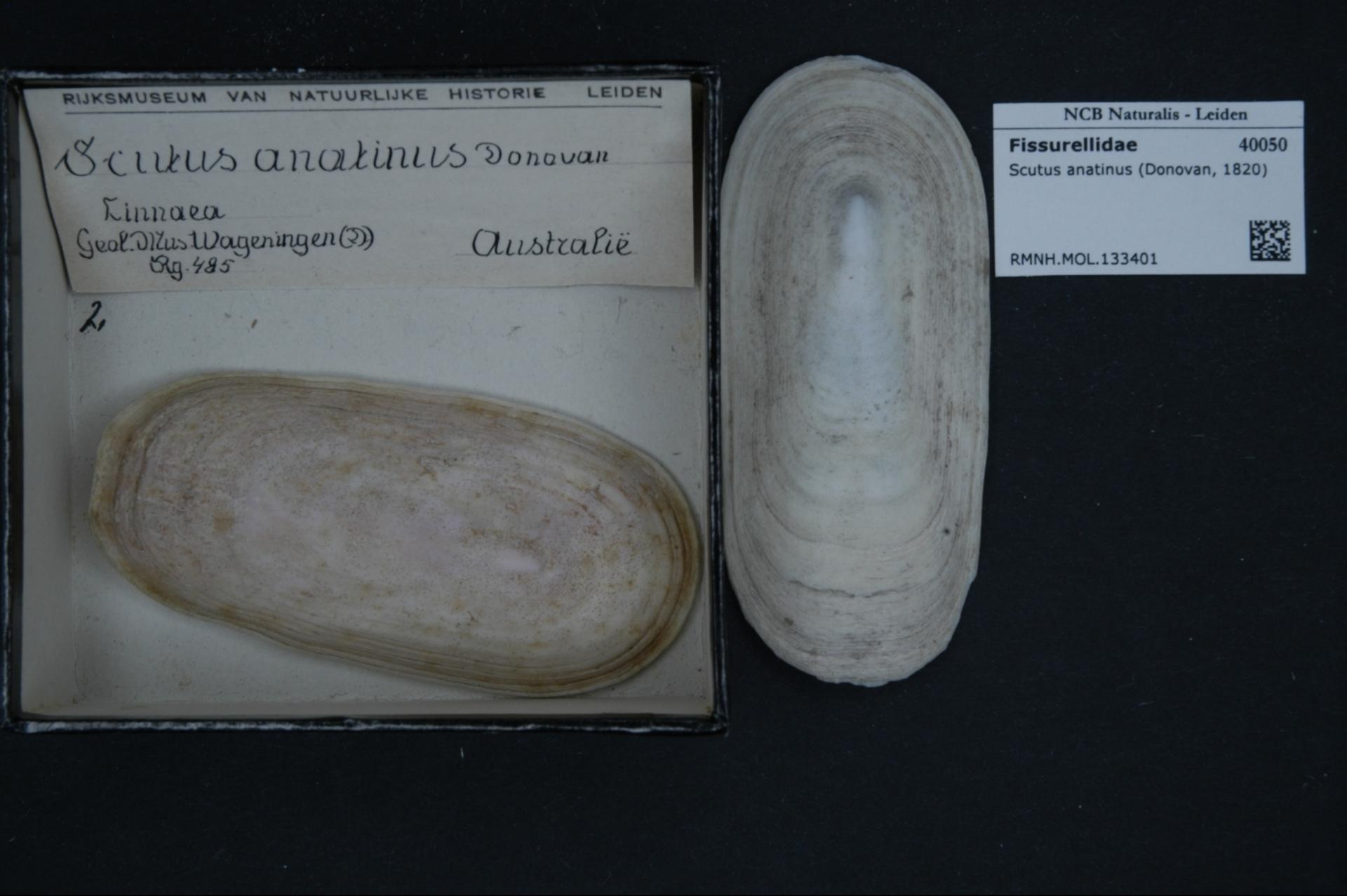
Coquille de Scutus anatinus
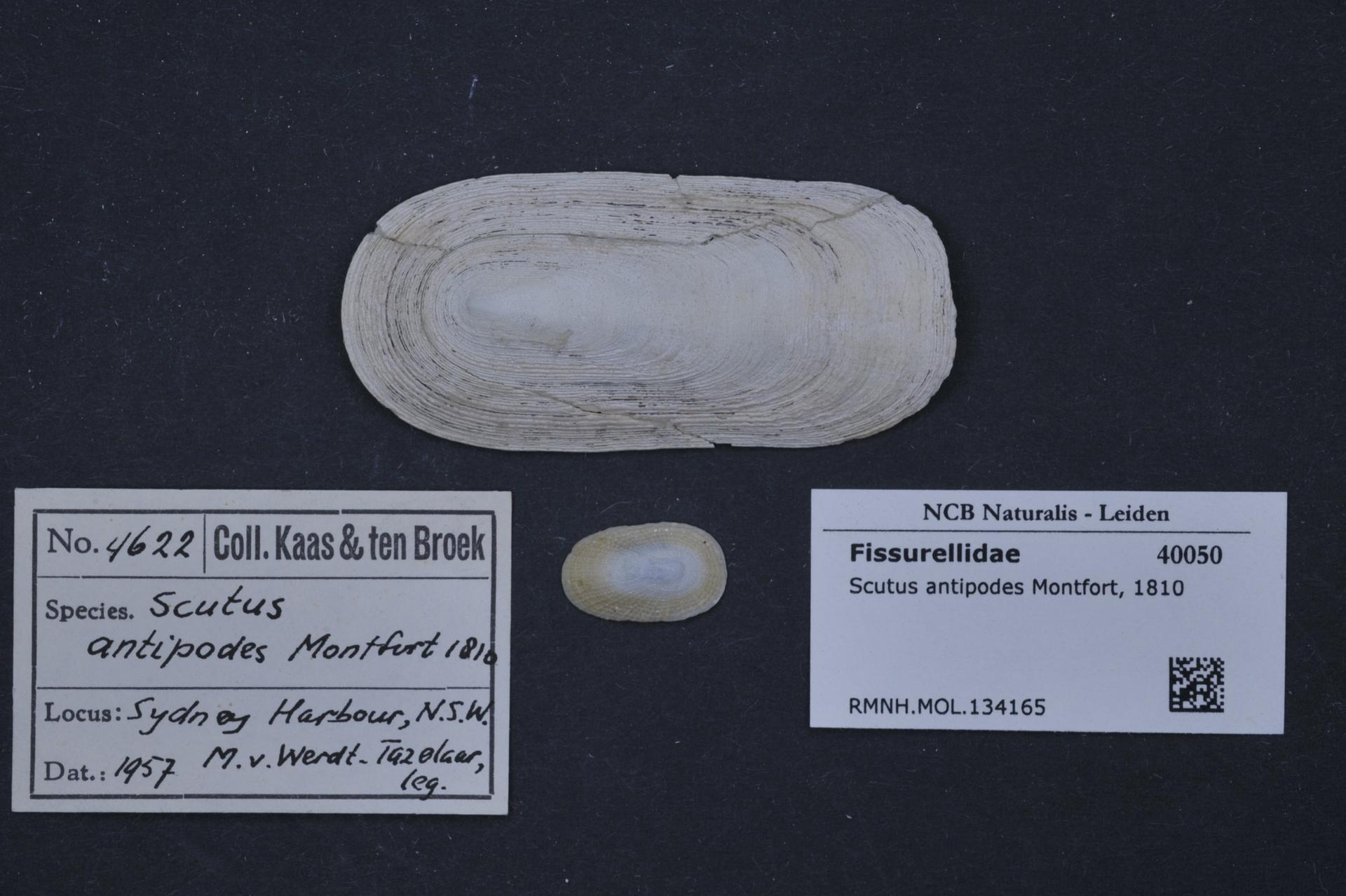
Coquille de Scutus antipodes
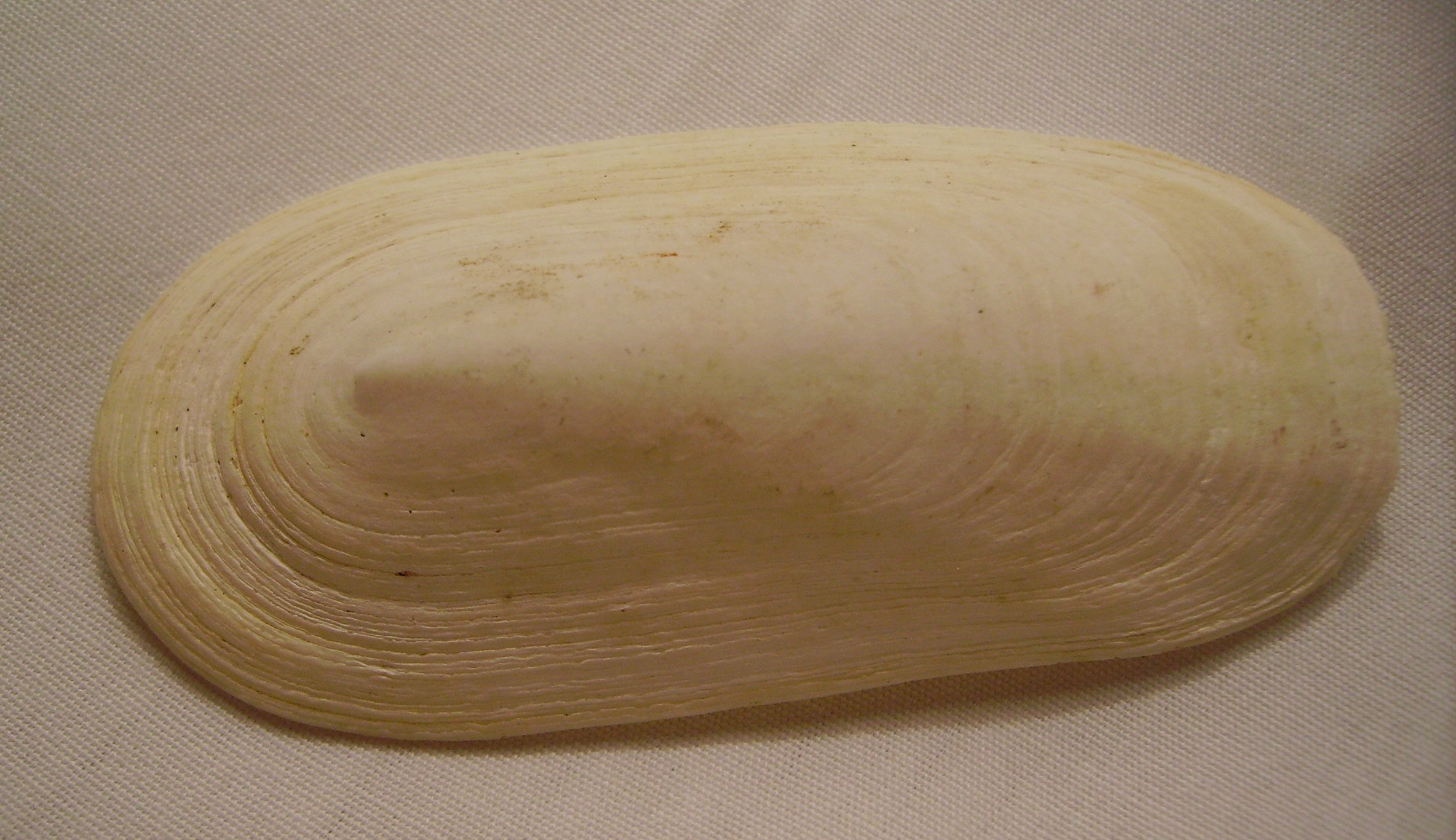
Coquille de Scutus breviculus
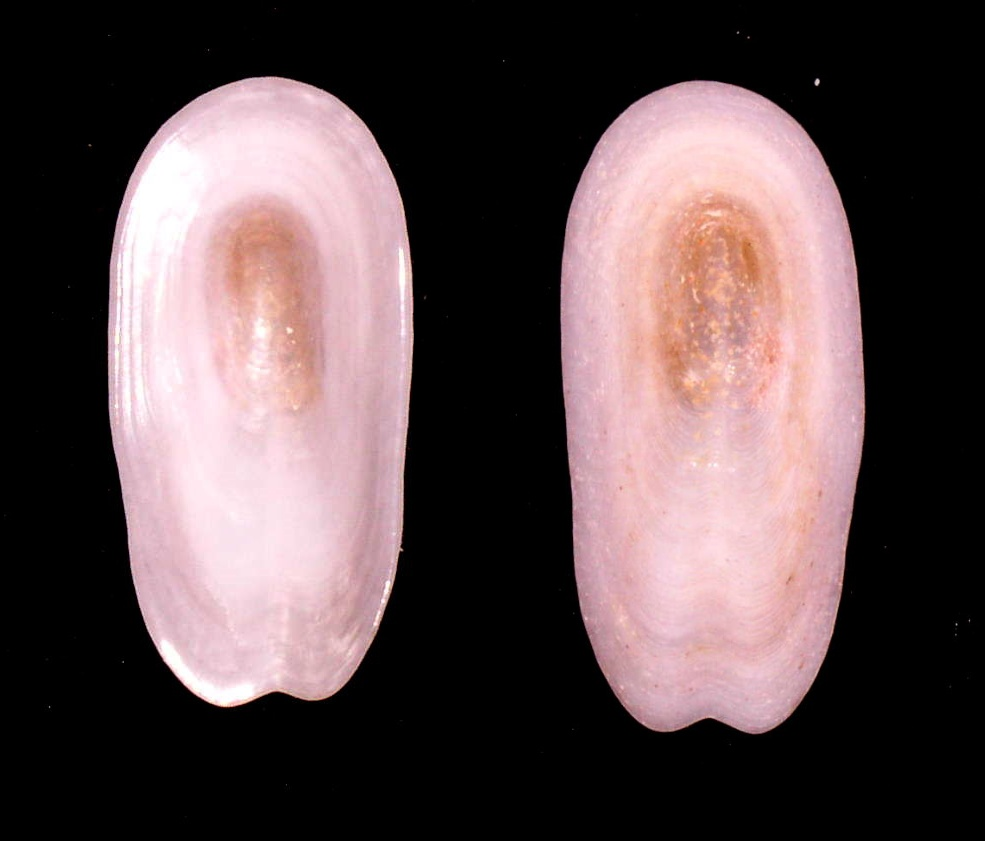
Coquille de Scutus unguis

## Publication originale
- Montfort, 1810 : Conchyliologie systématique, et classification méthodique des coquilles ; offrant leurs figures, leur arrangement générique, leurs descriptions caractéristiques, leurs noms ; ainsi que leur synonymie en plusieurs langues. Ouvrage destiné à faciliter l'étude des coquilles, ainsi que leur disposition dans les cabinets d'histoire naturelle. Coquilles univalves, non cloisonnées. t. 2, n. 1, pp. 1-676 (texte intégral) (fr).